# Orchithemis pulcherrima
Orchithemis pulcherrima là loài chuồn chuồn trong họ Libellulidae. Loài này được Brauer mô tả khoa học đầu tiên năm 1878.